# Don Kirshner
Don Kirshner (født 17. april 1934, død 17. januar 2011) kendt som "The Man With the Golden Ear", var en amerikansk publisher af sange og producer af rockmusik, som er mest kendt for at være manager for grupper som The Monkees and The Archies.
Kirsher var som promotor ansvarlig for starten af flere sangeres og sangskriveres karrierer for eksempel Bobby Darin, Neil Diamond, Carole King og Sarah Dash fra Labelle.